# Mennica w Suczawie
Mennica w Suczawie – mennica mołdawska w siedzibą w mieście o tej samej nazwie, działająca z przerwami od XV w.
Mennica biła między innymi za:

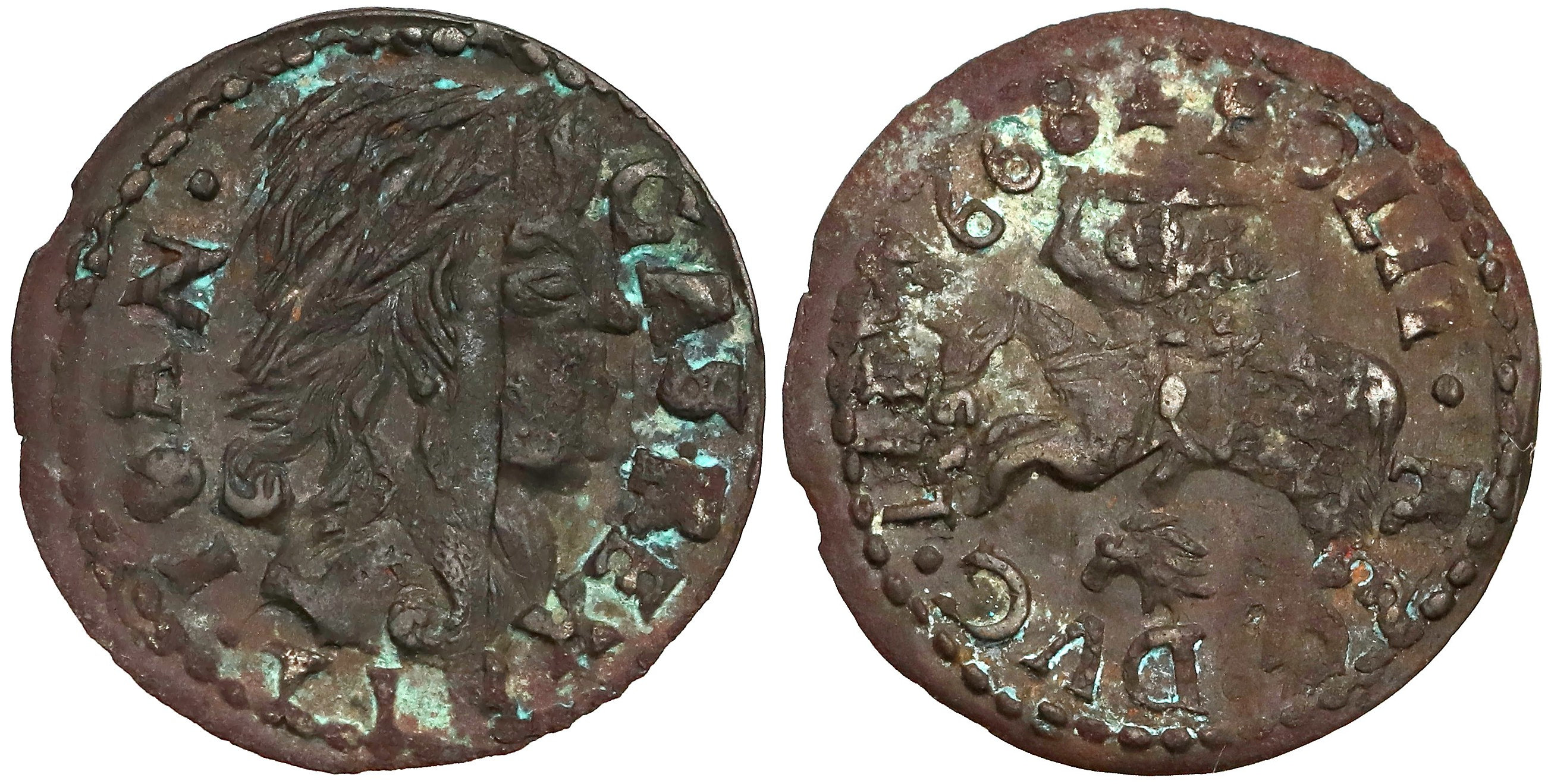
Boratynka litewska 1668 (fałszerstwo nieistniejącego w rzeczywistości rocznika – najprawdopodobniej z mennicy w Suczawie)

- Stefana Młodego monety, które w 1526 r. zostały zakazane w Rzeczypospolitej,
- Stefana Rozwana (1595) naśladownictwa trojaków polskich,
- hospodara Istrate Dabiji masowe fałszerstwa będących w obiegu w Rzeczypospolitej szelągów: polskich, pruskich i szwedzkich (ryskich, elbląskich i inflanckich) – przy wykorzystaniu techniki walcowej, której ślady w postaci pasków z wytłoczonymi stemplami, znaleziono w ruinach zamku w Suczawie.

Szacuje się, że fałszywe szelągi, zwane też wołoskimi, w liczbie ok. 1 mld sztuk, zalały rynek Rzeczypospolitej, pociągając za sobą istotne komplikacje monetarne.